# Rajd na Marcus
Rajd na Marcus – przeprowadzony 4 marca 1942 roku rajd powietrzno-morski zespołu uderzeniowego wiceadmirała Williama Halseya na najdalej na wschód wysuniętą japońską wyspę Marcus. Rajd został przeprowadzony przez złożony z trzech okrętów zespół składający się z lotniskowca USS „Enterprise” (CV-6) oraz dwóch ciężkich krążowników USS „Salt Lake City” (CA-25) i „Northampton” (CA-26).
Uderzenie lotnicze zostało wykonane przez 32 bombowce nurkujące Douglas SBD Dauntless eskadr VB-6 i VS-6 grupy lotniczej „Enterprise”, w eskorcie sześciu samolotów myśliwskich Grumman F4F Wildcat. Amerykański atak zakończył się zbombardowaniem japońskiego magazynu paliw, stacji radiowej oraz pasa startowego. Grupa lotnicza „Enterprise” utraciła w trakcie ataku jeden bombowiec SBD, który uszkodzony ogniem przeciwlotniczym został zmuszony do wodowania, a jego załoga została wzięta do niewoli.
Przeprowadzony w ciemności we wczesnych godzinach porannych rajd na Marcus, był pierwszym amerykańskim atakiem lotniczym przeprowadzonym przy użyciu okrętowego radaru do naprowadzania samolotów na cel lądowy. Podobnie jak o kilka dni wcześniejsze rajdy na wyspy Marshalla i Gilberta oraz na atol Wake, atak na Marcus nie miał bezpośredniego znaczenia militarnego – nie mógł spowolnić japońskich postępów w Azji południowo-wschodniej, wyspa Marcus znajdowała się jednak jedynie 600 mil morskich od macierzystego terytorium Japonii, co miało znaczenie psychologiczne dla japońskiego dowództwa i uświadomiło mu zagrożenie ze strony amerykańskich lotniskowców, przyczyniając się w ten sposób do podjęcia próby ich zniszczenia pod Midway.

## Przebieg ataku
Po wycofaniu się zespołu uderzeniowego Task Force 16 spod wyspy Wake, gdzie 24 lutego 1942 roku USS „Enterprise” przeprowadził swój drugi w tym roku rajd, 25 lutego wieczorem wadm. Halsey otrzymał pilną wiadomość od dowódcy Floty Pacyfiku adm. Chestera Nimitza, informującą dowódcę TF16, że „pożądane byłoby przeprowadzenie ataku na Marcus” – o ile dowódca zespołu uderzeniowego uważa to zadanie za wykonalne. Znajdująca się 650 mil od Wake wyspa Marcus, była odległa o 1000 mil od Tokio i 600 mil od dużej japońskiej bazy na wyspach Bonin, na wodach znajdujących się pod całkowitą kontrolą japońską. Niedaleko więc Midway, adm. Halsey oddelegował towarzyszący dotąd TF16 zespół siedmiu niszczycieli do eskorty zbiornikowca floty, „Enterprise” zaś wraz z dwoma ciężkimi krążownikami z dużą szybkością, w celu uniknięcia ataków podwodnych, udał się na północny zachód w kierunku wyspy Marcus. Wieczorem 27 lutego na pokład „Enterprise” dotarła wiadomość o japońskim lądowaniu na Jawie i zatopieniu historycznie pierwszego lotniskowca amerykańskiej marynarki USS „Langley” (CV-1), kilka dni później zaś o zatopieniu krążownika USS „Houston” (CA-30). 2 marca „Enterprise” zmuszony został do przerwania ciszy radiowej w celu naprowadzenia na pokład prowadzących poranne rozpoznanie samolotów, w ciągu dnia samoloty CV-6 wykryły zaś dwa nieprzyjacielskie okręty podwodne. Postawiło to pod znakiem zapytania osiągnięcie efektu zaskoczenia na Marcus.

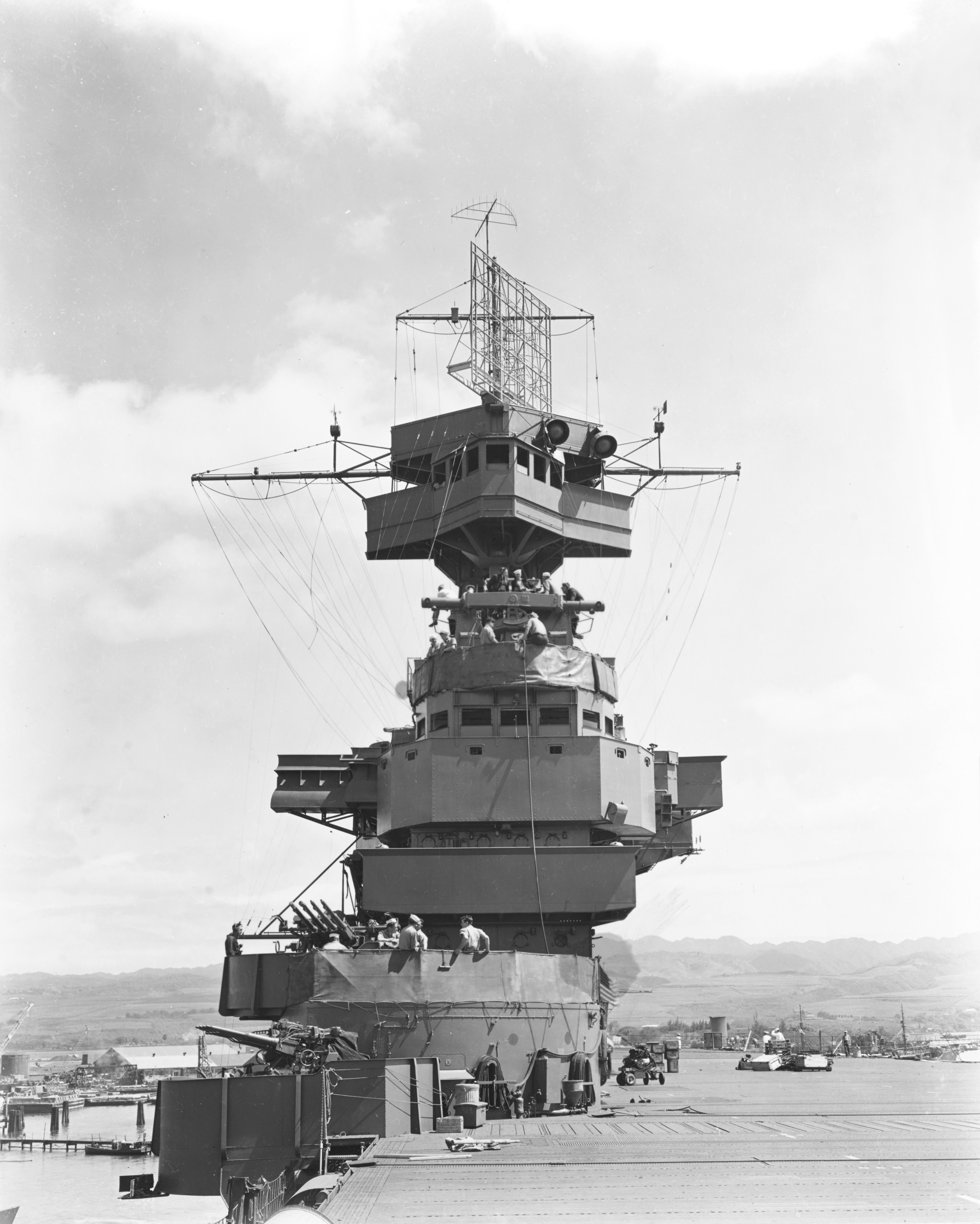
Radar CXAM na szczycie nabudówki USS „Enterprise” (CV-6) w marcu 1942 roku, wkrótce po powrocie okrętu z Marcus do Pearl Harbor.

Od 3 marca rano cały amerykański zespół okrętów znajdował się w stanie permanentnego alarmu bojowego, z obsadzonymi w pełnym składzie systemami artyleryjskimi oraz samolotami grzejącymi silniki w gotowości do natychmiastowego startu. Wysokie napięcie na amerykańskich pokładach zelżało dopiero po zapadnięciu zmroku, który ograniczył japońskie możliwości wykrycia zespołu uderzeniowego. Następnego dnia o godz. 4:35 rano ogłoszono jednak alarm startowy i 11 minut później w powietrze wzniósł się pierwszy SBD Dauntless z eskadry VB-6. Cała grupa uderzeniowa 38 samolotów – 32 bombowce nurkujące i 6 samolotów myśliwskich – była w powietrzu cztery minuty po godzinie 5 rano, zaś okręt lotniczy zmniejszył prędkość w oczekiwaniu na powrót swojej grupy. Mniejsza prędkość zespołu nawodnego oznaczała większe zagrożenie dla niego, jednakże amerykańskiemu zespołowi okrętów sprzyjały ciemności i nie najlepsza pogoda z grubą warstwą cumulusów. Po trwającym około 20 minut grupowaniu się samolotów w powietrzu, grupa uderzeniowa rozpoczęła wznoszenie, jednak w gęstych chmurach i przy panujących ciemnościach zespół podzielił się na kilka grup, przy czym poszczególne samoloty musiały lecieć blisko siebie, aby zachować kontakt wzrokowy.
Podobnie jak poprzednie rajdy, bezpośredni atak nastąpić miał we wczesnych godzinach porannych, w momencie świtu, toteż zdając sobie sprawę z możliwych trudności w odnalezieniu w ciemnościach na oceanie niewielkiej wyspy o trójkątnym kształcie w odległości 128 mil od startu, grupa lotnicza była nieustannie śledzona z okrętowego centrum bojowego „Enterprise” za pomocą radaru CXAM. Po raz pierwszy w czasie tej wojny zastosowano tu metodę naprowadzania opartą na radarowym śledzeniu własnej grupy lotniczej i porównywaniu jej lotu z wykreśloną wcześniej zaplanowaną trasą lotu. W momencie stwierdzenia przez operatora radaru na „Enterprise” odchylenia kursu zespołu uderzeniowego o kilka mil w lewo od wykreślonej trasy, dowodzący grupą lotniczą w powietrzu Cmdr. Howard Young otrzymał za pomocą systemu wysokiej częstotliwości YE-ZB zakodowaną wiadomość o koniecznej korekcie kursu. Dzięki precyzyjnemu naprowadzaniu tą metodą, o godzinie 6:30 bombowce nurkujące eskadr VB-6 i VS-6 w eskorcie myśliwców eskadry VF-6 znalazły się dokładnie nad celem.

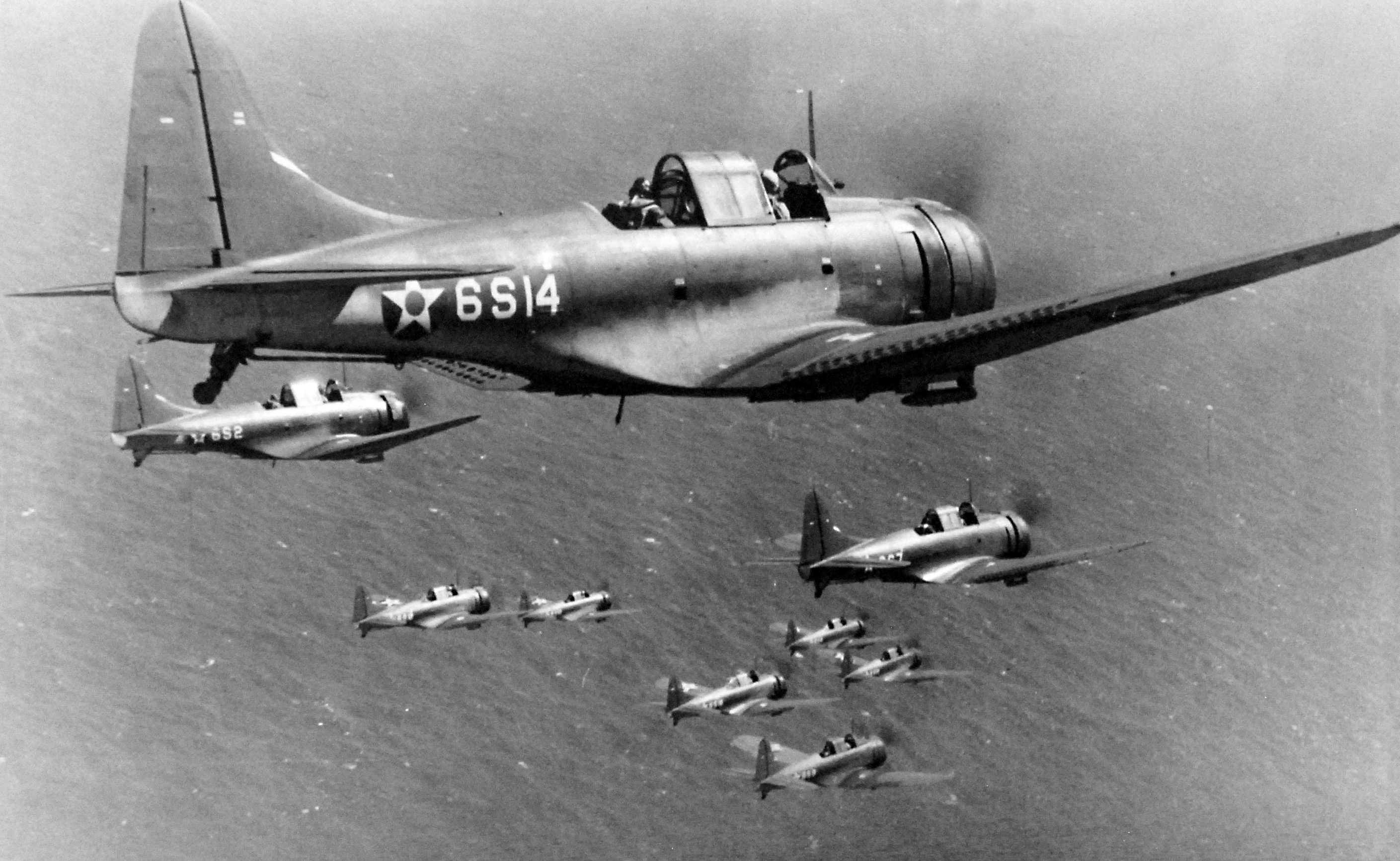
Bombowce nurkujące Douglas SBD-2 Dauntless eskadry VS-6 lotniskowca „Enterprise”

Od 6:30 do 6:45 kolejne sekcje VS-6 i VB-6 schodziły do nurkowania, zrzucając bomby na zbiorniki paliwa, warsztaty, pas startowy oraz budynek w kształcie litery L z rozstawionymi obok dwoma dużymi masztami radiowymi, wkrótce jednak rozstawione wzdłuż pasa startowego stanowiska artylerii przeciwlotniczej otworzyły ogień o natężeniu znacznie silniejszym niż ogień przeciwlotniczy, który samoloty CV-6 przetrwały podczas ataków na wyspy Marshalla i Wake. Toteż natychmiast po zrzuceniu bomb, Dauntlessy oddaliły się w kierunku własnego okrętu. W międzyczasie na pokładzie „Enterprise” odebrano gwałtowny japoński przekaz radiowy, który został raptownie przerwany – prawdopodobnie w momencie trafienia nadajnika bombą zrzuconą przez SBD pilotowanego przez Lt. Jacka Blitcha z VB-6. Mimo szybkiego oddalenia się zespołu samolotów znad wyspy, szereg samolotów zostało trafionych ogniem przeciwlotniczym, dzięki jednak wytrzymałej na uszkodzenia bojowe konstrukcji SBD Dauntless, do godziny 8:45 większość samolotów powróciła na własny okręt. Do wodowania z powodu odniesionych uszkodzeń został zmuszony jedynie płonący bombowiec pilotowany przez Dale Hiltona z J. Leamingiem jako strzelcem-obserwatorem, którzy po wodowaniu zdołali wejść do pontonu ratunkowego na wyposażeniu samolotu, i zostali później wzięci do niewoli przez Japończyków. Problemy z dotarciem na pokład własnego okrętu miał też pilotujący F4F Lt James Gray, którego radiowy odbiornik ZB nie został ustawiony przed startem na właściwą częstotliwość, toteż nie mógł odebrać sygnału naprowadzającego z nadajnika YB. Dopiero trzeźwa ocena sytuacji przez techników obsługujących system YB-ZB, podejrzewających niewłaściwą częstotliwość radia samolotu Greya i zmiana częstotliwości nadawania zakodowanego sygnału naprowadzającego, umożliwiła uchwycenie go przez opóźniony samolot myśliwski i szczęśliwe lądowanie na pokładzie, z zapasem paliwa jedynie 9 galonów (34 litrów).

## Konsekwencje ataku
Atak na Marcus był kolejnym amerykańskim atakiem lotnictwa pokładowego na japońskie wysunięte bazy w ciągu zaledwie dwóch miesięcy. Mimo że żaden z nich nie wyrządził większych szkód japońskiemu potencjałowi militarnemu, ani nie wstrzymał japońskiej ofensywy, był jednak kolejnym sygnałem dla japońskiego dowództwa, że amerykańskie lotniskowce stanowią zagrożenie. Co więcej, atak na znajdującą się 600 mil od Japonii i 1000 mil od Tokio wyspę Marcus wzmógł japońskie obawy, że United States Navy zaatakuje samą stolicę imperium. Spowodował, że dowódca Połączonej Floty admirał Isoroku Yamamoto wznowił przygotowania do operacji zniszczenia amerykańskich lotniskowców przez wywabienie ich do walnej bitwy, czemu służyć miała operacja desantu na Midway. Jednocześnie japońskie dowództwo rozpoczęło przygotowania do obrony Tokio przed spodziewanym atakiem amerykańskiego lotnictwa pokładowego.